# 량충제
량충제(중국어: 梁从诫, 1932년 8월 4일 ~ 2010년 10월 28일)는 중화인민공화국의 역사학 교수, 번역가, 환경운동가이다. 1994년 중국 최초의 민간 환경운동 단체를 설립한 환경 운동가로 잘 알려져있다.

## 생애
1932년 량충제(梁从诫)는 베이징에서 아버지 량쓰청과 어머니 린휘인 사이에서 태어났다. 근대 중국의 대표적인 계몽가 량치차오의 손자이기도 하며 본적은 광둥 신후이이다.
1950년 대학 입시에서 칭화 대학 건축학과에 탈락한 후 칭화 대학 사학과에 입학했으나 한국전쟁으로 인해 대학이 어려움을 겪으면서 1952년 베이징 대학 사학과로 강제 전학되어 1954년에 졸업하였다. 1958년부터 윈난 대학(云南大学) 사학과에서 강의를 했으며 그 후에는 베이징으로 돌아와 국제관계연구소에서 세계사 연구했다. ‘중국대백과전서출판사(中国大百科全书出版社)’에서 편집을 맡고 <백과지식(百科知识)>과 <지식인(知识分子)> 잡지를 창간하기도 하였으며 이때 해외의 백과전서 중국방문단인 덩샤오핑(邓小平)을 방문할 때 덩샤오핑의 통역을 맡았다. 1993년부터는 민간 환경보호활동에 관심을 갖기 시작해서 중국 최초의 민간이 운영하는 환경보호조직 ‘자연의 벗(自然之友)’을 성립하고 이끌었다. 일생 무당파로 있었으며, 2010년 10월 28일 오후 4시경 베이징에서 79세에 병으로 인해 사망하였다.

### 자연의 벗(自然之友)
둥핑 중국문화서원대 교수, 왕리슝 베이징이공대 연구원, 작가이자 탐험가인 량샤오옌 등과 함께 문화서원대학에 ‘녹색문화분원’이라는 간판을 내걸었다. 이후 ‘자연의 벗(自然之友)’으로 개명하고 회원들을 모집하며 윈난성 원숭이, 티베트 영양 등 멸종위기에 처한 동물 보호운동을 벌였다. 1998년 빌 클린턴 미국 대통령이 중국을 방문했을 때에는 윈난성 원숭이 사진을 선물로 보내며 중국의 환경보호에 대한 경각심을 높였다.
이후 ‘자연의 벗’은 회원이 2000여명으로 늘어나 중국 최대 환경 관련 비정부기구(NGO)로 성장했다. 그는 생전에 “중국에서 환경운동은 전원생활이 아닌 생사를 건 투쟁이 되어야 한다”고 말할 정도로 환경보호 의식이 철저하였고 외출할 때에는 젓가락과 수저를 가지고 다니며 일회용 젓가락을 절대 사용하지 않았다. 또 전국 정치협상회의 위원으로서 자전거를 타고 회의장에 들어가려다 저지당했을 정도로 자전거를 애용했다.

## 경력
- 중국인민정치협상회의(全国政协) 위원
- 인구‧자원‧환경위원회 위원
- 민간 환경보호단체 ‘자연의 벗(自然之友)’ 창립자 겸 회장
- 1999년 ‘지구상(地球奖)’과 ‘판다상(大熊猫奖)’ 수상

## 저서
- <린후이인문집(林徽因文集> 전2권(建筑卷、文学卷)
- <횃불 4대(薪火四代)> 전2권
- <호소할 곳 없는 대자연을 위하여(为无告的大自然)>
- <영상 중국건축사(图像中国建筑史)>(2001)
- <디드로 백과전서 발췌본(狄德罗百科全书节选本)>(2007)
- 수필집<중합하지 않는 동그라미(不重合的圈)>(2003)

## 참고 자료
- [깨진 링크(과거 내용 찾기)]